# Алый первоцвет (фильм, 1982)
«Алый первоцвет» (англ. The Scarlet Pimpernel) — экранизация одноименного романа баронессы Эммы Орци. Главные роли в экранизации 1982 года исполнили Джейн Сеймур и Энтони Эндрюс.

## Сюжет
1792 год. В Париже, во время Эпохи Террора последовавшего за Великой Французской революцией, действует лига храбрых англичан под предводительством их лидера по прозвищу «Алый первоцвет».
Сэр Перси Блейкни известен в английском и парижском обществе как недалекий, изнеженный денди, придающий огромное значение фасонам сюртука и правильной завязке галстука. Нередко он подвергается насмешкам и мало кем воспринимается всерьёз.
Однако на самом деле он возглавляет группу подпольщиков-роялистов и лично участвует в безумно рискованных операциях по спасению отправленных на казнь аристократов. Виртуозно владея французским языком и мастерством грима, он перевоплощается то в кучера, то в грузчика, то в старуху.
Фильм начинается с того, что, завладев гробом с телом казнённого на гильотине аристократа, он отправляется к воротам тюрьмы и прячет в двух пустых гробах семью, отправленную на казнь. На воротах на выезде из города стражники, которым предписано всегда быть настороже, приказывают показать, что в гробах, и сэр Перси в облике старика-кучера, кидает им голову казнённого. Шокированные солдаты пропускают его.
Этим же вечером сэр Перси уже в образе напудренного хлыща в обтягивающих лосинах декламирует примитивные стишки собственного сочинения о таинственном «Алом Первоцвете» в гостиной английского посла.

## В ролях
- Энтони Эндрюс — сэр Перси Блейкни, английский аристократ
- Джейн Сеймур — Маргарита Блейкни, актриса
- Иэн МакКеллен — Поль Шовелен, агент комитета общественной безопасности
- Джеймс Вильерс — барон де Бац, австрийский дворянин
- Элеонор Дэвид — Луиза, актриса
- Малкольм Джемисон — Арман Сент-Жюст, брат Маргариты
- Ришар Моран — Робеспьер, лидер французской революции
- Доминик Джефкотт — сэр Эндрю Ффулкс
- Кристофер Вильерс — лорд Энтони Дьюхерст
- Дени Лилль — граф де Турне
- Энн Фирбанк — графиня де Турне
- Трейси Чайлдс — Сюзанна де Турне, дочь графа де Турне
- Джулиан Феллоуз — принц Уэльский
- Марк Дрюри — лорд Тимоти Гастингс
- Джон Куармби — Понсо, работник комитета общественной безопасности
- Давид Гант — Фуке
- Джеффри Тоун — маркиз де Сен-Сир, французский аристократ
- Ричард Чарльз — Луи-Шарль
- Гордон Гостелоу — Дюваль, смотритель в тюрьме
- Кэрол Макриди — мадам Дюваль
- Дафна Андерсон — леди Гренвилл, английская дворянка
- Ник Бримбл — солдат Бибо
- Тони Каунтер — солдат Покар
- Тимоти Карлтон — граф де Болье
- Кейт Ховард — графиня де Болье

## Награды
- 1983 — Фильм был награждён премией Эмми[2].